# Дамасские мученики

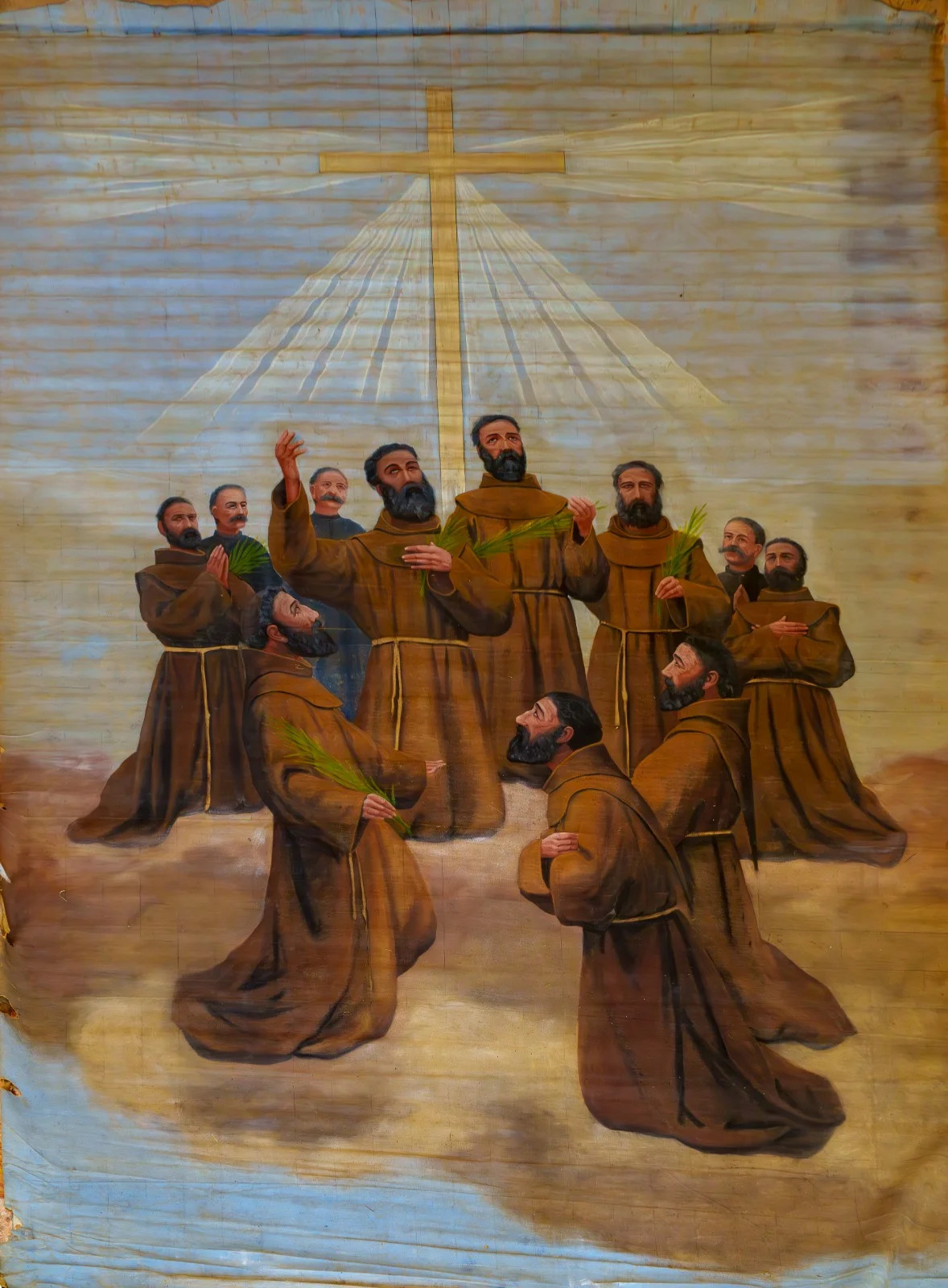
Официальное изображение одиннадцати Дамасских мучеников.

Дамасские мученики — группа из восьми францисканских миссионеров и трёх конверзов-маронитов, убитых друзами во время христианского погрома в Дамаске в ночь с 9 на 10 июля 1860 года.
Беатифицированы папой Пием XI 10 октября 1926 года. 23 мая 2024 года Ватикан объявил о созыве консистории для канонизации Руиса и его сподвижников. Дамасские мученики были канонизированы папой Франциском 20 октября 2024 года.
День памяти — 10 июля.

## Францисканцы
Мануэль Руис Лопес был схвачен мусульманскими бунтовщиками, которые вынуждали его принять ислам. Когда священник отказался, бунтовщики убили его и изрубили тело на куски. Та же судьба постигла его семь сподвижников.
- св. Мануэль (Эммануэль) Руис Лопес (род. 5 мая 1804, Сан-Мартин-де-Лас-Оллас), священник
- св. Кармело Болта Баньюлс (род. 29 марта 1803, Борха), исповедник
- св. Энгельберт Колланд (род. 21 сентября 1827, Рамзау), исповедник
- св. Никанор Асканио де Сориа (род. 10 января 1814, Вильярехо-де-Сальванес), исповедник
- св. Педро Солер Мендес (род. 28 апреля 1827, Лорка), исповедник
- св. Николас Мария Альберка Торрес (род. 10 сентября 1830, Агилар-де-ла-Фронтера), исповедник
- св. Франсиско Пинасо Пенальвер (род. 26 августа 1802, Эль-Чопо), конверз
- св. Хуан Якобо Фернандес-и-Фернандес (род. 25 июля 1808, Мойры), конверз

## Братья Массабки
Три брата, сыновья Нехме Массабки, были убиты во время молитвы во францисканской церкви в Дамаске. Они были конверзами из маронитской архиепархии Дамаска.
- св. Франциск Массабки
- св. Абдель Мути Массабки
- св. Рафаил Массабки